# Symphony in C
Symphony in C è un balletto di George Balanchine, creato sulla Sinfonia in do di Georges Bizet. Il balletto è stato portato al debutto dal Balletto dell'Opéra di Parigi nel 1947 e da allora è entrato nel repertorio delle maggiori compagnie al mondo, incluso il Royal Ballet, l'American Ballet Theatre, il Balletto Mariinskij, il New York City Ballet, il Balletto Reale Danese, l'Het Nationale Ballet, il Balletto di Stoccarda e il Corpo di Ballo del Teatro alla Scala.

## Storia
La partitura della sinfonia, composta dal diciassette Bizet, fu rinvenuta da Jean Chantavoine soltanto nel 1933. Quando Igor' Fëdorovič Stravinskij infornò Balanchine del ritrovamento, il coreografo decise di utilizzarlo per un balletto. Symphony in C fu creato mentre Balanchine si trovava a Parigi in veste di Maître de Ballet del Balletto dell'Opéra e il coreografo lo compose in modo tale da mettere in evidenza il talento dell'intero corpo di ballo. Il balletto fu creato nell'arco di un paio di settimane, per rendere omaggio a Léo Staats. Fu portato al debutto il 28 luglio 1947 con il titolo Le Palais de Cristal, i costumi di Leonor Fini e un cast che annoverava Lycette Darsonval e Tamara Toumanova. L'anno dopo il balletto fu portato al debutto a New York dalla Ballet Society con il titolo Symphony in C e poi incluso nel repertorio del New York City Ballet.

## Struttura
Il balletto è costituito da quattro movimenti, ciascuno incentrato su una coppia di ballerini principali, due primi solisti e il resto del corpo di ballo; soltanto durante il finale l'intera compagnia appare in scena allo stesso momento.
Al momento del debutto, i quattro distinti movimenti andavano a richiamare quattro diverse pietre preziose (rubini, diamanti neri, smeraldi e perle), un'idea che Balanchine avrebbe poi sviluppato in Jewels. I costumi di Leonor Fini andavano a rafforzare il collegamento tra la pietra preziosa e il singolo movimento, dato che i ballerini indossavano costumi rossi, neri, verdi e bianchi a seconda della sequenza. Già nel 1950 l'idea era stata abbandonata e dall'allestimento del 1950 del New York City Ballet gli uomini era vestiti di nero, mentre le donne sfoggiavano un semplice tutù bianco; Barbara Karinska curava i costumi. Nell'allestimento del Royal Ballet, i costumi, curati da Anthony Dowell, sono simili a quelli della Karinska: neri per i danzatori, bianchi per le ballerine.